# BlackBerry Messenger Enterprise
BlackBerry Messenger Enterprise (BBMe) ist ein sicherer, kostenpflichtiger Ende-zu-Ende-verschlüsselter Instant-Messaging-Dienst des kanadischen Technologieunternehmens Blackberry. Die Messaging App beruht auf einer von BlackBerry vollständig erneuerten Version von Blackberry Messenger, das mit seiner Erstveröffentlichung im Jahr 2005 als erster mobiler Instant-Messaging-Dienst gilt und sich global jahrelang hoher Beliebtheit erfreute (ca. 192 Millionen Nutzer im Jahr 2015), bevor es schließlich 2019 eingestellt wurde. BBM wurde im Jahr 2003 von BlackBerry in Waterloo, Kanada entwickelt, was auch im Kinofilm BlackBerry, einem Spielfilm über die Geschichte von Research in Motion bzw. BlackBerry, gezeigt wird. Die BBMe-App ist auf allen gängigen Plattformen wie Google Android, Apple iOS/macOS, HarmonyOS, Windows (für PC und Notebook) sowie BlackBerry 10 verfügbar. BBMe richtet sich dabei sowohl an Unternehmenskunden, als auch an Privatkunden. Unternehmen und Organisationen haben zudem die Möglichkeit BBMe zunächst kostenlos zu testen und in der Folge für ihre jeweilige Organisation als Instant-Messaging-Lösung zu kaufen. BlackBerry Messenger Enterprise ist eine kostenpflichtige Messaging-App und ein entsprechendes 6-Monats-Abo kostet für Android und Apple derzeit ca. € 2,79. Für die Verwendung von BlackBerry Messenger Enterprise ist neben der Installation des Programms prinzipiell nur das Erstellen einer kostenlosen BlackBerry ID (=Benutzerkonto) mit einer E-Mail-Adresse und einem Passwort erforderlich. Für die Einrichtung muss man im Gegensatz zu Messaging-Diensten, wie etwa WhatsApp, auch keine Telefonnummer angeben. Außerdem werden Backups der jeweiligen Chats prinzipiell automatisch erstellt. Allgemein besticht die Software mit ansprechenden Design, logischen Menüstrukturen und einem besonderen Fokus auf Sicherheit. Neben BlackBerry Messenger Enterprise bietet das Unternehmen Blackberry mit Apps wie BlackBerry Hub+ (BlackBerry Posteingang, BlackBerry Kontakte, BlackBerry Kalender, BlackBerry Notizen und BlackBerry Aufgaben) noch eine Reihe weiterer Apps für Android- und Apple-Geräte an.

## Funktionen von BlackBerry Messenger Enterprise
- Sicherer Instant-Messaging-Dienst für Smartphone und Computer auf bis zu 5 Geräten gleichzeitig
- Anlegen eines Profilfotos
- Statusnachrichten/Verfügbarkeit
- Möglichkeit Kontakte einzuladen
- IP-Telefonie und Videotelefonie über BBMe
- Telefonkonferenz- und Videokonferenzfunktion für bis zu 15 Teilnehmer
- Austausch von verschiedensten Dateien wie Fotos, Videos, Sprachnachrichten oder sonstiger Dokumente
- Erstellung von unterschiedlichen Gruppen
- Anlegen von persönlichen Gruppen zum Filesharing mit weiteren, eigenen Geräten (Fotos, Videos, Links etc. vom Smartphone an PC senden)
- Emoticons und Symbole
- Screensharing
- Weiterleitung von Nachrichten per E-Mail
- Teilen des Standortes, z. B. für Meetings[8]

## Belege
1. 1 2  Sichere Kommunikationslösungen von BlackBerry. Abgerufen am 1. Oktober 2021.
2. ↑  Most Popular Instant Messengers 1995 - 2020. Abgerufen am 25. Februar 2024 (deutsch).
3. ↑  Secure Instant Messaging – BBM Enterprise - Enterprise Messenger. Abgerufen am 1. Oktober 2021.
4. ↑  BBM Enterprise – Apps bei Google Play. Abgerufen am 1. Oktober 2021.
5. ↑  BBM Enterprise. Abgerufen am 1. Oktober 2021 (deutsch).
6. ↑  Setting up an individual BBM Enterprise subscription for personal use. Abgerufen am 1. Oktober 2021.
7. ↑  BlackBerry ID. Abgerufen am 1. Oktober 2021.
8. ↑  Secure Instant Messaging and Conferencing – BBM Enterprise. Abgerufen am 1. Oktober 2021.